# Saltara
Saltara es una localidad y comune italiana de la provincia de Pesaro y Urbino, región de las Marcas, con 6715 habitantes.

## Evolución demográfica
| Gráfica de evolución demográfica de Saltara entre 1861 y 2001 |
|                                                               |
| Fuente ISTAT - elaboración gráfica de Wikipedia               |